# Marc Pubill
Marc Pubill (Terrassa, 20 juni 2003) is een Spaans voetballer die bij voorkeur als rechtsback speelt. Hij tekende in 2025 voor Atlético Madrid.

## Clubcarrière
Pubill brak in december 2021 door bij Levante toen hij mocht debuteren tegen het rivaliserende Valencia CF. Het seizoen erop veroverde hij een vaste basisplaats. Op 9 augustus 2023 tekende de rechtsachter een zesjarig contract bij UD Almería. Net als bij Levante degradeerde hij ook met Almería meteen in zijn eerste seizoen. Op 22 juni 2025 maakte Atlético Madrid bekend een akkoord te hebben bereikt met Almería over de transfer van Pubill. Hij zette zijn handtekening onder een vijfjarige verbintenis.

## Interlandcarrière
In 2024 won hij met Spanje goud op de Olympische Spelen van 2024. Hij speelde vijf wedstrijden mee en scoorde in de openingswedstrijd tegen Oezbekistan.